# دانيلو باربوسا
دانيلو باربوسا (بالبرتغالية: Danilo Barbosa da Silva‏) (28 فبراير 1996 سيمويس فيلهو البرازيل - ) هو لاعب كرة قدم برازيلي، يلعب كلاعب وسط.

## روابط خارجية
- دانيلو باربوسا على موقع الاتحاد الدولي (مؤرشف)  (الإنجليزية)
- دانيلو باربوسا على موقع قاعدة بيانات كرة القدم.إي يو (الإنجليزية)
- دانيلو باربوسا على موقع ليكيب (الفرنسية)
- دانيلو باربوسا على موقع Soccerbase.com (لاعب) (الإنجليزية)
- دانيلو باربوسا على موقع Soccerway.com (الإنجليزية)
- دانيلو باربوسا على موقع عالم كرة القدم.نت (الإنجليزية)
- دانيلو باربوسا على موقع AS.com (الإسبانية)